# VRT
VRT 혹은 플란데런 방송 네트워크(네덜란드어: Vlaamse Radio- en Televisieomroeporganisatie)는 벨기에 북부 네덜란드어 사용권(플란데런)의 공영방송이다. 본사는 브뤼셀에 있다. 1930년에 라디오 방송, 1953년에 첫 텔레비전 방송을 시작하였다. 남부 왈롱에는 프랑스어 방송 RTBF가 있다.

## 로고

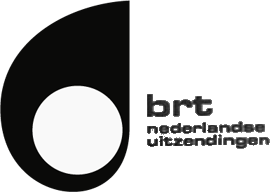
1968 – 1979
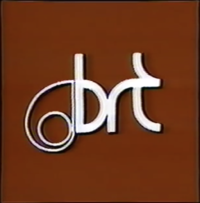
1979 – 1991
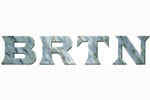
1991 – 1998
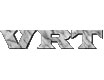
1998 – 2002
2002 – 2017
2017 – 2022
2022 –

## 채널

### 텔레비전
- Eén ('1', 종합 채널)
- Canvas (문화,다큐 채널)
- Ketnet (어린이 채널)
  - 1997년 12월 1일부터 2012년 5월 14일까지 Canvas와 Ketnet이 각각 20:00부터 06:30까지, 06:30부터 20:00까지 한 채널로 교대 방송되었으나, 2012년 5월 14일부터 채널 개편으로 Canvas는 24시간 완전채널, Ketnet은 이날 개국한 OP 12와 시간 교대 방송하게 되었다. OP12는 2014년 12월 31일을 끝으로 종방했고, 그 자리를 Eén+와 Canvas+가 대신해 교대로 방송하고 있다.

### 라디오
- 라디오 1 (Radio 1, 뉴스 및 교양 채널)
- 라디오 2 (Radio 2, 오락 채널)
- Klara (클래식 음악 채널)
- Studio Brussel
- Sporza (스포츠 채널)
- MNM (대중 음악 채널)
- Radio Vlaanderen Internationaal(RVi) (국제 채널)